# 福島県立坂下高等学校
福島県立坂下高等学校（ふくしまけんりつ ばんげこうとうがっこう）は、福島県河沼郡会津坂下町に所在した県立高等学校。愛称は板高（ばんこう）。

## 沿革
- 1949年（昭和24年）4月1日 - 福島県立会津農業高等学校程普通科を設置。
- 1954年（昭和29年）4月29日 - 福島県立会津農業高等学校より通常課程普通科を分離して、福島県立坂下高等学校として開校。
- 1955年（昭和30年）7月21日 - 第1期独立校舎落成、全校移転を完了し独立運営を開始
- 1957年（昭和32年）12月16日 - 校舎改築工事竣工
- 1959年（昭和34年）7月20日 - 体育館兼講堂竣工
- 1969年（昭和44年）8月5日 - プール完成
- 1971年（昭和46年）11月15日 - 格技場竣工
- 1980年（昭和55年）3月24日 - 校舎改築第1期工事竣工
- 1981年（昭和56年）3月17日 - 校舎改築第2期工事竣工
- 1982年（昭和57年）10月29日 - 新校舎・同窓会館落成
- 1984年（昭和59年）3月30日 - テニスコート新設
- 1987年（昭和62年）11月9日 - 運動場整備工事竣工
- 1998年（平成10年）8月31日 - 同窓会館増改築工事竣工
- 2010年（平成22年）3月18日 - 体育館大規模改造工事竣工
- 2011年（平成23年）5月9日 - 東日本大震災及び福島第一原発事故のため双葉翔陽高等学校のサテライト協力校となる
- 2016年（平成28年）2月29日 - 武道場大規模改造工事竣工

- 2022年（令和4年）3月31日 - 大沼高校と統合し、福島県立会津西陵高等学校が開校し、閉校[2]。

## 校章・校歌
- 校章は会津桐の若葉と紫色の花を配したもので、学ぶ者に常に高い理想と誇りを与え続けてきた伝統の標という意味が込められている。
- 校歌は作詞：長嶋基隆、作曲：藤本英男によって制作された。

## 部活動

### 体育部
- 野球部
- テニス部
- 陸上競技部
- サッカー部
- 卓球部
- バスケットボール部
- バレーボール部
- 柔道部
- バドミントン部

### 学芸部
- 合唱部
- 茶道部
- 華道部
- 美術部

## 交通
- JR只見線会津坂下駅徒歩3分。

## 著名な出身者
- 髙橋ヒロシ（漫画家）
- 齋藤辰之助（クレディセゾン元取締役）